# Моргунівка
Моргуні́вка — село в Україні, у Новомиргородській міській громаді Новоукраїнського району Кіровоградської області. Населення становить 2 осіб.
Колишня єврейська колонія Цвєтоновича.

## Населення
Згідно з переписом УРСР 1989 року чисельність наявного населення села становила 60 осіб, з яких 25 чоловіків та 35 жінок.
За переписом населення України 2001 року в селі мешкали 2 особи. 100 % населення вказало своєю рідною мовою українську мову.

## Вулиці
У Моргунівці налічується дві вулиці — вул. Центральна та вул. Степова.